# Острів пінгвінів
«О́стрів пінгві́нів» або «Пінгві́нський о́стрів» (фр. L’Île des Pingouins) — фантастичний та історико-сатиричний утопічний роман Анатоля Франса, що вийшов у 1908 році.
Роман є  пародією на Францію, містить численні натяки на сучасні автору події. Зокрема, у 6-й книжці («Сучасні часи») йдеться про якусь «справу Піро», яка насправді є нічим іншим, як «справою Дрейфуса».

## Історія написання
17 грудня 1905 року на сторінках європейського видання газети «Нью-Йорк геральд» вийшло різдвяне оповідання Анатоля Франса під назвою «Острів пінгвінів». Згодом ця ж газета опублікувала ще три пов'язані між собою оповідання письменника — «Дракон острова Альки», «Муффомор та Бурдьюк, пінгвінська історія» та «Історія без кінця». Остаточний же варіант твору — «Острів пінгвінів» — побачив світ 14 жовтня 1908 року, вийшовши окремим томом у видавництві «Кальман-Леві».

## Сюжет
Один святий самітник, на ім'я Маель, закинутий бурею на острів, розташований у гіперборейських морях. Бувши підсліпуватим, Маель охрещує пінгвінів, прийнявши їх за людей. Бог, попередньо проконсультувавшись з докторами богослов'я, вирішує виправити помилку самітника, зробивши пінгвінів людьми. Автор описує потім їхню історію, походження, їхні стародавні часи, Середньовіччя, Відродження, сучасність і майбутні часи. Як відбиток історії Франції, історія пінгвінів являє собою тільки «…череду нещасть, злочинів і безумств. Це справедливо як для пінгвінського народу, так і для всіх інших народів». Справа про 80 тисяч стогів сіна також є пародією на справу Дрейфуса. Історія майбутнього описує сучасний світ з його бігом вперед і вперед, світ «де смак губиться у витончених формах і блискучих вбраннях», де царює «величезне і постійне потворство»… Людство коливається між надмірним створенням, знищенням і занепадом: «Ніхто ніколи не знаходив будинки досить високими… П'ятнадцять мільйонів осіб працювали у величезному місті…». Це історія без кінця, пекельне коло, яке, на думку Франса, робить нереальною мрію про щасливе суспільство майбутнього.

## Особливості роману
Зазначають, що Анатоль Франс для комічного ефекту дав своїм персонажам імена, засновані на назвах пінгвінів різними мовами: так, герцог Грейток (Greatauk) англійською звучить як «Великий Пінгвін» (Great Auk), назва столиці країни пінгвінів Алька (Alca) пов'язана з найменуванням пінгвіна іспанською мовою.

## Українські видання
- Франс А. Острів пінгвінів //Літературно-науковий вісник, т. 46-47, 1909, Пер. з фр. Наталія Романович-Ткаченко
- Франс А. Пінгвинський острів / пер. В. Підмогильного. — Х. ; К.: Книгоспілка, 1930
- Франс А. Острів пінгвінів / Анатоль Франс, Пер. з фр. (не вказано): За ред. М. Терещенка — К.: Держлітвидав УРСР 1955.
- Франс А. Острів пінгвінів / Анатоль Франс. Твори в п'яти томах [Т.4 На білому камені. Острів пінгвінів. Боги жадають] / пер. з фр. Ю. Я. Лісняк. — К.:"Дніпро", 1977
- Франс А. Острів пінгвінів: роман / Анатоль Франс ; пер. з фр. Ю. Я. Лісняк. — Київ: Видавництво Соломії Павличко «Основи», 2007.
- Франс А. Пінґвінський острів / пер. В. Підмогильного: Видавництво Жупанського, 2014